# Eshmunazor II
Eshmunazor II (... – V secolo a.C.) è stato un re di Sidone.

## Biografia e regno
Durante il suo regno costruì diversi templi e ottenne dal Gran Re persiano Jaffa e Dore, territori a Sud di Tiro, dimostrando la sua fedeltà all'Impero Persiano, come è scritto nel suo sarcofago.